# Theophil Hackethal
Theophil Hackethal (* 13. Dezember 1883 in Mönchengladbach; † 24. Juni 1959 in Hermeskeil) war ein deutscher Mediziner. Er war Mitglied der SS und von 1941 bis 1945 Vertragsarzt im SS-Sonderlager Hinzert. Zunächst als Kriegsverbrecher verurteilt, wurde er 1952 begnadigt. 

## Leben
Nach seinem Abitur 1904 wollte Hackethal ursprünglich katholische Theologie studieren, entschied sich dann aber für ein Medizinstudium, das er an den Universitäten Bonn und Kiel absolvierte. Im April 1914 legte er das Staatsexamen ab und war anschließend während des Ersten Weltkrieges als Militärarzt tätig. Nach Verwendungen auf dem Balkan und an der Westfront leitete er ab 1918 ein Marinelazarett in Hermeskeil. Nach Ende des Krieges wurde er leitender Arzt am dortigen St. Josef-Krankenhaus. Im Januar 1919 bestand er die Doktorprüfung. Zum 1. März 1933 trat er in die SS ein (SS-Nummer 106.408), zum 1. April desselben Jahres auch in die NSDAP (Mitgliedsnummer 1.802.808). Neben seiner Tätigkeit als Krankenhausarzt war er ab 1935 Vertrauensarzt des Reichsarbeitsdienstes und Kreisleiter des Amtes für Volksgesundheit.
Nach Beginn des Zweiten Weltkrieges wurde Hackethal am 10. September 1939 zum SS-Hauptsturmführer befördert. Mitte 1941 übernahm er nebenamtlich auch die Position des Lagerarztes im SS-Sonderlager Hinzert. Dort gab es eine Sanitätsstation mit 20 Betten, in der bevorzugt das Wachpersonal behandelt wurde, sowie eine Krankenbaracke mit 60 Betten für Häftlinge. Hackethal war nur etwa einmal pro Woche persönlich im Lager anwesend und überließ die Behandlung der Patienten ansonsten einem Oberscharführer der SS, der von Beruf eigentlich Maurer war. Dieser nahm unter anderem in betrunkenem Zustand Operationen vor, ohne Narkosemittel zu verwenden, und schickte Schwerkranke mit der Begründung, sie seien Simulanten, zurück zur Zwangsarbeit. Hackethal unternahm nichts gegen die Zustände im Lager und lehnte es in mehreren Fällen ab, kranke oder verletzte Häftlinge in das von ihm geleitete Krankenhaus einliefern zu lassen. Ab 1942 unterschrieb er zahlreiche gefälschte Totenscheine, ohne die Leichen untersucht zu haben, und deckte damit Gewaltverbrechen des Lagerpersonals. Im September 1942 und Februar 1944 war Hackethal als Protokollführer eines Exekutionskommandos an der Erschießung von insgesamt 43 Menschen beteiligt. 
Ende Februar 1945 setzte sich Hackethal in sein Ferienhaus in der Nähe von Fulda ab. Dort wurde er am 16. April 1945 von amerikanischen Soldaten verhaftet. 1947 wurde er in die Französische Besatzungszone ausgeliefert. Am 28. Oktober wurde er in Rastatt zu sieben Jahren Zuchthaus verurteilt, im Revisionsverfahren wurde das Strafmaß am 25. Mai 1949 auf 15 Jahre erhöht. Seine Einlassung, keine Totenscheine unterzeichnet zu haben, konnte anhand von Beweisen widerlegt werden. In der Folge wurden für Hackethal, der in der Justizvollzugsanstalt Wittlich einsaß, mehrere Gnadengesuche eingereicht. Zugute kam ihm, dass er als Krankenhausarzt einen guten Ruf hatte und außerdem mehrere Entlastungsschreiben vorlegen konnte. So hatte er 1935 eine gerichtlich angeordnete Zwangssterilisation nur vorgetäuscht, und nach den Novemberpogromen 1938 behandelte er weiterhin Mitglieder von jüdischen Familien aus seiner Nachbarschaft, obwohl ihm deswegen ein Parteiausschlussverfahren angedroht wurde. Sowohl der Trierer Weihbischof Bernhard Stein als auch der rheinland-pfälzische Ministerpräsident Peter Altmeier setzten sich für ihn ein. Im April 1952 wurde Hackethal freigelassen und konnte finanzielle Leistungen nach dem Heimkehrergesetz in Anspruch nehmen. Er kehrte nach Hermeskeil zurück und praktizierte dort bis zu seinem Tode weiterhin als Arzt. Er war verheiratet und hatte acht Kinder.